# 李文 (国防大学)
李文（？—）内蒙古赤峰人，中国人民解放军大校。

## 生平
李文的父亲是赤峰的农民，一辈子没当过官。李文是村里第一位大学生，先后毕业于中国人民解放军石家庄陆军学院、中国人民解放军南京陆军指挥学院、中国人民解放军国防大学，获军事学博士学位。在国防大学学习期间，李文的英语老师盛聚林教授是北京外国语学院许国璋教授的学生，李文的博士生导师是崔师增教授。曾任排长、干事、集团军司令部参谋。2005年任赴津巴布韦教官组第一任组长，津巴布韦国防军司令亲自给中国人民解放军总参谋长梁光烈写信，赞扬教官组的表现，并称“李文激励其所领导的教官组的每个人都做到了最好！”国防部外事办公室负责援外的领导将该教官组评价为“团结做得最好的教官组！”。后来李文还曾任军区情报部副部长等职。
李文长期在国防大学任教，42岁就升任教研室主任，2014年时是国防大学战役部外军战役教研室主任，专业技术五级教授，博士生导师，国防大学学科学术带头人，中国军事学学会国际军事学分会副秘书长，全军“外军教学研究”联席会副主任。李文着眼国防大学外军研究的需要，提出搭建外军研究平台，受到国防大学支持，建立了《外军快讯》和“外军前沿问题系列研究”两个外军研究学术平台。2008年他向国防大学提出尝试“外军讲外军”，即请在国防大学学习的外军高级军官或外国驻华武官在国防大学向中国人民解放军学员介绍外军作战理论，并交流互动，该课一经推出便成为国防大学最受欢迎的品牌课之一。2013年，在集合了中央军委到地方大区政的中国人民解放军重大演习中，“蓝军”在“司令官”李文的指挥下，处处给“红军”出难题、设障碍，整个演习获得中央军委首长赞扬。2017年深化国防和军队改革中，成立中国人民解放军国防大学联合作战学院，李文任外军系主任。同年，李文当选中共十九大代表。